# إيرباص إيه 220
طائرة إيرباص إيه 220، التي كانت تعرف سابقاً باسم «بومباردييه سي سيريس» (Bombardier CSeries) أو «سي سيريس» (C Series)، هي عائلة من طائرات الركاب النفاثة ذات جسم ضيق ثنائية المحركات متوسطة المدى، والتي صممتها وتبُنيها الشركة الكندية بومباردييه إيروسبيس وتسوقها شركة إيرباص.

## التسمية
في وثائق التصميم والتصديق الاولية تم تسمية هذه الطائرة (C110) و (C130) على التوالي. ومن ثم تم تعيين أسم بومباردييه العائلة سي (CSeries) مع الاحتفاظ بأحقية التسمية بالتسميات التالية (BD-500 -1A10 لCS100 و1A11

## النماذج
تشمل عائلة بومباردييه سي اس حاليا نموذجين هما:
- سي أس 100 (CS100) وتتسع لـ 110 مقعد.
- سي أس 300 (CS300) وتتسع لـ 135 مقعدا.

## المنافسون
تعتبر عائلة طائرات (CSeries) من بومباردييه ذو النسختين 110 و 135 مقعد من جيل الطائرات النفاثة الجديدة، والتي تنافس بوينغ 737 الجيل القادم وبوينغ 737-600، 737-700 وإيرباص إيه 319 و إيرباص إيه 318 وامبراير 195 . وتدعي بومباردييه عائلة طائرات (CSeries) سوف تستهلك وقود أقل من 20٪ لكل رحلة من منافسيها. .

## التجارب والإطلاق
في نوفمبر 2012، أعلنت بومباردييه أن طائرة سي أس 100 (CS100) ذات الـ 110 مقعد. ستحلق في أول رحلة لها في يونيو عام 2013 وستدخل الخدمة في الربع الثاني من عام 2014. .
ثم تتبعها بعد ستة أشهر سي أس 300 (CS300) ذات الـ 135 مقعدا. وفي 24 يوليو عام 2013 ذكرت بومباردييه أن الرحلة الأولى ستجري «في الأسابيع المقبلة»، مع توقع دخولها الخدمة في وقت لاحق خلال 12 شهرا القادمة.

## الطلبات والتسليم

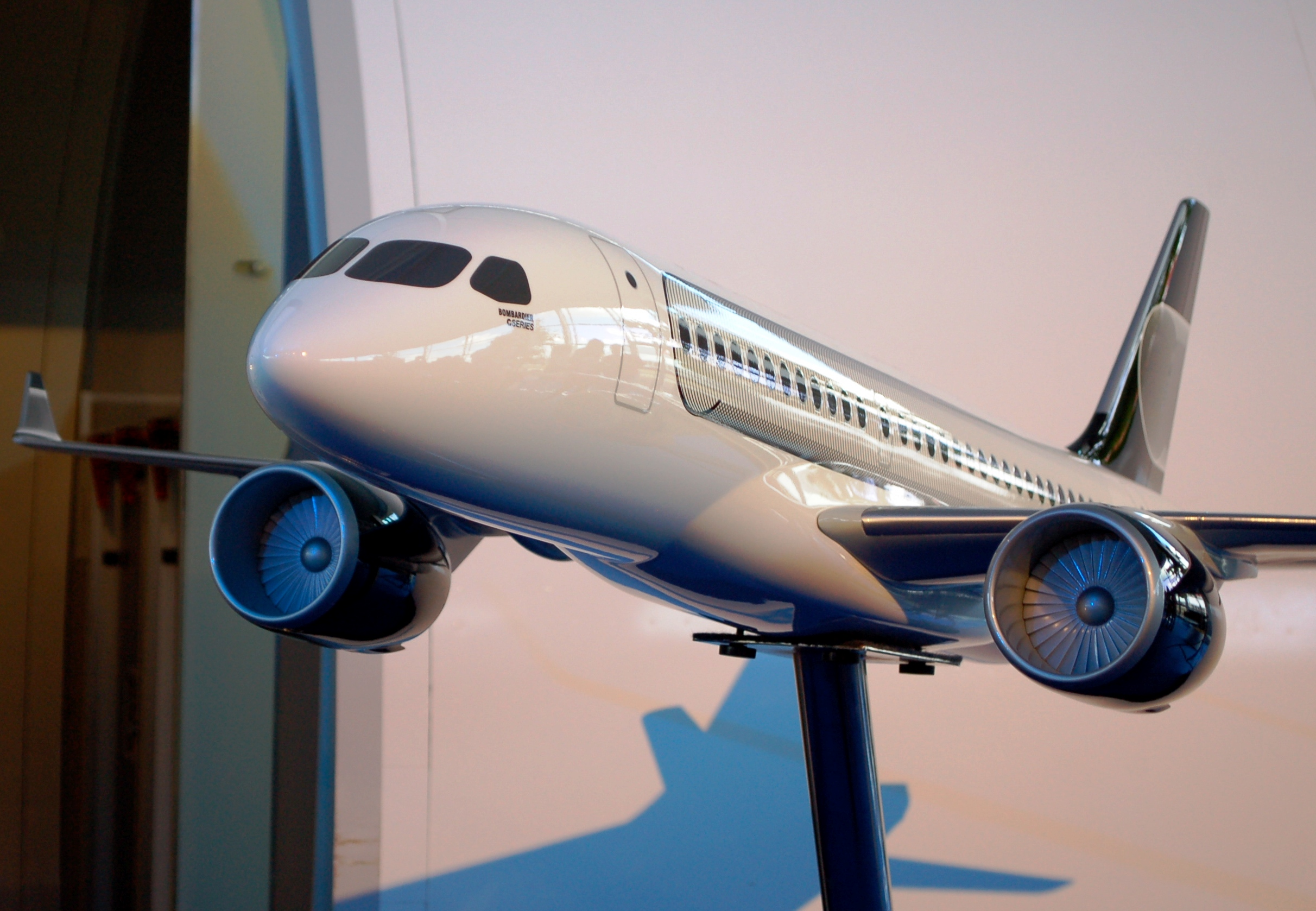
نموذج عرض لطائرة بومباردييه من العائلة سي (CSeries)، عرض خلال معرض فارنبورو للطيران عام 2008.

عائلة CSeries من بومباردييه للطائرات لديه طلبيات مؤكدة كما يلي، وذلك اعتبارا من 30 يونيو 2013
- في عام 2014 طيران السعودية الخليجية تشتري 16 طائرة من بومبارديه بقيمة 1.21 مليار دولار أمريكي

| CS100 | CS300 | Total firm orders |
| 63    | 114   | 177               |

الطلبات والتسليم بالسنة
|              | 2008 | 2009 | 2010 | 2011 | 2012 | 2013 | المجموع |
| صافي الطلبات | 0    | 50   | 40   | 43   | 15   | 29   | 177     |
| التسليم      | −    | −    | −    | −    | −    | −    | −       |

## المواصفات
|                             | CS100 | CS300 |
| --------------------------- | --- | --- |
| طاقم مقصورة القيادة         | 2 طيار | 2 طيار |
| طاقم مقصورة الركاب          | 2 إلي 5 مضيف / مضيفة | 3 إلي 5 مضيف / مضيفة |
| الركاب                      | 125 (درجة سفر واحدة كثيفة الركاب) 110 (درجة سفر واحدة كثافة ركاب أعتيادية) 108 (درجتان سفر وكثافة ركاب أعتيادية)                                                       | 160 (1-class, extra capacity) 150 (1-class, dense) 135 (1-class, standard) 130 (2-class, mixed)                                                                        |
| المسافة بين المقاعد         | 28 بوصة (71 سـم) (1-class, extra capacity) 30 بوصة (76 سـم) (1-class, dense) 32 بوصة (81 سـم) (1-class, standard) 36 بوصة (91 سـم) & 32 بوصة (81 سـم) (2-class, mixed) | 28 بوصة (71 سـم) (1-class, extra capacity) 30 بوصة (76 سـم) (1-class, dense) 32 بوصة (81 سـم) (1-class, standard) 36 بوصة (91 سـم) & 32 بوصة (81 سـم) (2-class, mixed) |
| عرض المقاعد                 | 19 بوصة (48 سـم) | 19 بوصة (48 سـم) |
| الطول                       | 35.0 م (114.8 قدم) | 38.7 م (127 قدم) |
| باع الاجنحة                 | 35.1 م (115 قدم) | 35.1 م (115 قدم) |
| مساحة الاجنحة (صافي)        | 112.3 م2 (1,209 قدم2) | 112.3 م2 (1,209 قدم2) |
| أرتفاع الذيل                | 11.5 م (38 قدم) | 11.5 م (38 قدم) |
| أقصى قطر لبدن الطائرة       | 3.7 م (12 قدم) | 3.7 م (12 قدم) |
| عرض المقصورة                | 3.28 متر (129 بوصة) | 3.28 متر (129 بوصة) |
| أرتفاع المقصورة             | 2.11 متر (83 بوصة) | 2.11 متر (83 بوصة) |
| طول المقصورة                | 23.7 متر (78 قدم) | 27.5 متر (90 قدم) |
| سعة مخازن الحمولة           | 23.7 م3 (840 قدم3) | 31.6 م3 (1,120 قدم3) |
| أقصى وزن للاقلاع            | 58,967 كـغ (130,000 رطل) | 65,317 كـغ (143,999 رطل) |
| أقصى وزن للهبوط             | 50,802 كـغ (111,999 رطل) | 57,606 كـغ (126,999 رطل) |
| سعة حمولة القصوى            | 3,629 كـغ (8,001 رطل) | 4,853 كـغ (10,699 رطل) |
| Maximum payload (total)     | 14,583 كـغ (32,150 رطل) | 18,552 كـغ (40,900 رطل) |
| أقصى مدى                    | 5,463 كـم (2,950 nmi) | 5,463 كـم (2,950 nmi) |
| أقصى سرعة عبور              | Mach 0.82 (870 km/h, 470 kn, 541 mph) | Mach 0.82 (870 km/h, 470 kn, 541 mph) |
| سرعة العبور النموذجية       | Mach 0.78 (828 km/h, 447 kn, 514 mph) | Mach 0.78 (828 km/h, 447 kn, 514 mph) |
| Take off run at MTOW        | 1,463 م (4,800 قدم) | 1,890 م (6,200 قدم) |
| Landing field length at MLW | 1,356 م (4,449 قدم) | 1,494 م (4,902 قدم) |
| أقصى ارتفاع طيران           | 12,497 م (41,001 قدم) | 12,497 م (41,001 قدم) |
| المحركات                    | 2× Pratt & Whitney PW1500G | 2× Pratt & Whitney PW1500G |
| قوة الدفع للمحرك الواحد     | 84.1 كـن (18,900 رطلق) – PW1519G 93.4 كـن (21,000 رطلق) – PW1521G 103.6 كـن (23,300 رطلق) – PW1524G                                                                    | 93.4 كـن (21,000 رطلق) – PW1521G 103.6 كـن (23,300 رطلق) – PW1524G |

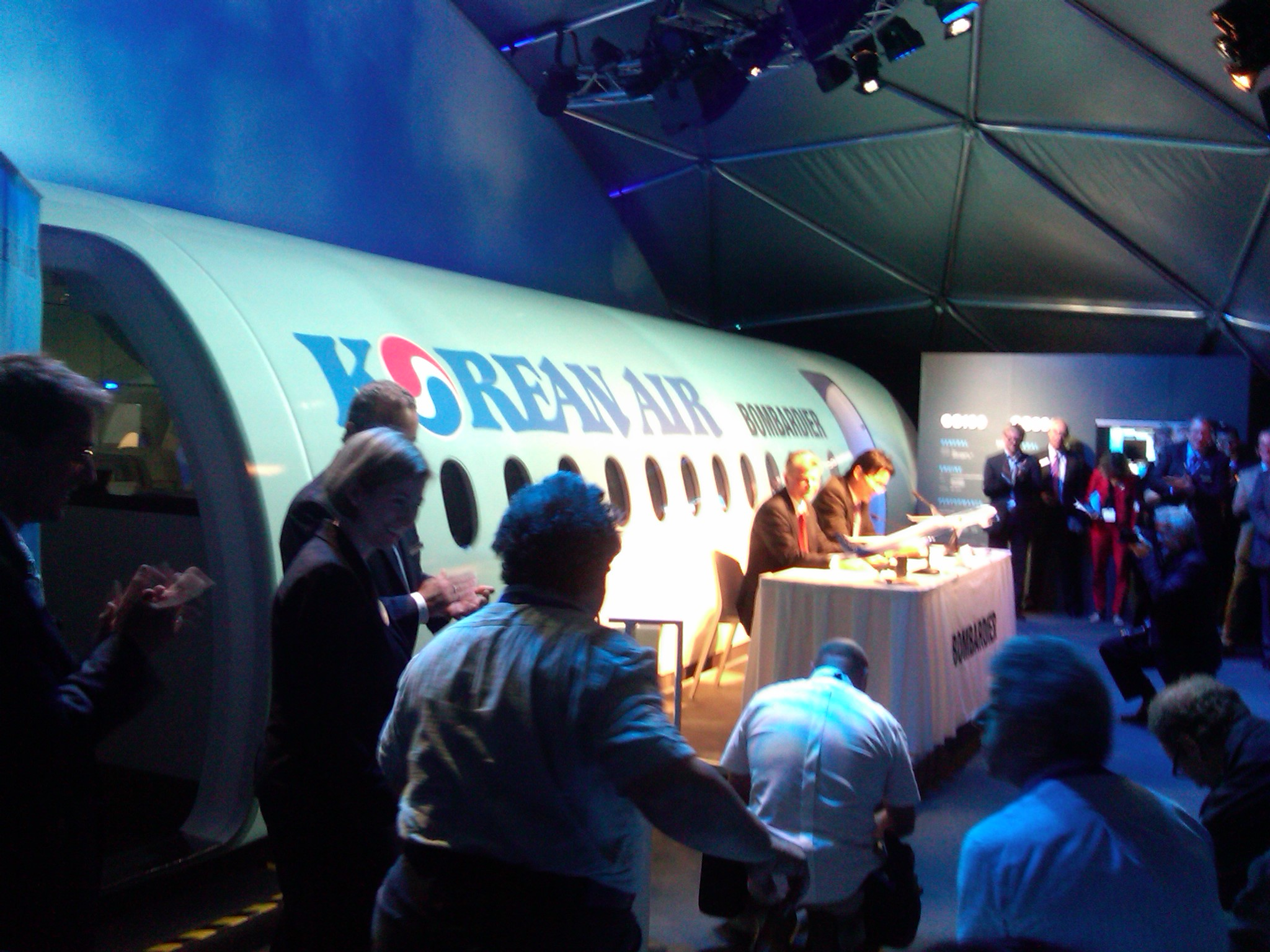
في معرض باريس للطيران لعام 2011 أعلنت بومباردييه إيروسبيس بيع ما يصل إلى 30 طائرة (CS300) إلى أول عميل في آسيا، الخطوط الجوية الكورية

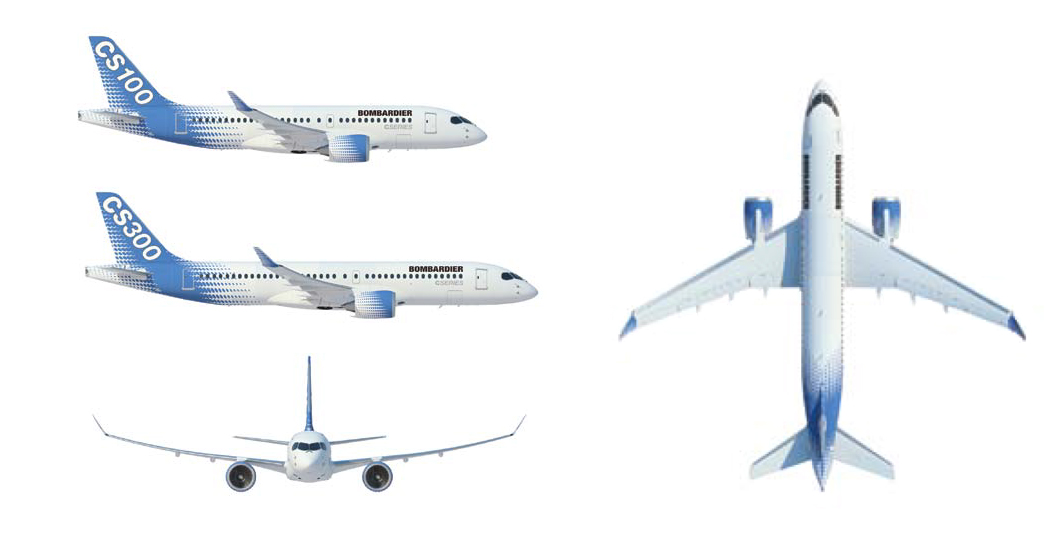
طائرة بومباردييه العائلة سي (CSeries) توضح مساقط الرؤية الثلاث(الأمامي والجانبي والعلوي)

أصدرت بومباردييه مواصفات الأداء التالية، فيما يتعلق بعمليات الطيران من مطارات مدنية ذات مدارج قصيرة مع اقتراب حاد (steep approaches) مثل مطار مدينة لندن ومطار جزيرة تورونتو
| Urban Operations            | Urban Operations         | Urban Operations         |
|                             | CS100                    | CS300                    |
| --------------------------- | ------------------------ | ------------------------ |
| Max takeoff weight          | 53,060 كـغ (116,980 رطل) | 58,967 كـغ (130,000 رطل) |
| Max landing weight          | 49,895 كـغ (110,000 رطل) | 55,111 كـغ (121,499 رطل) |
| Maximum cargo payload       | 3,629 كـغ (8,001 رطل)    | 4,853 كـغ (10,699 رطل)   |
| Maximum payload (total)     | 13,676 كـغ (30,150 رطل)  | 16,284 كـغ (35,900 رطل)  |
| أقصى مدى                    | 2,778 كـم (1,500 nmi)    | 2,778 كـم (1,500 nmi)    |
| Take off run at MTOW        | 1,219 م (3,999 قدم)      | 1,524 م (5,000 قدم)      |
| Landing field length at MLW | 1,341 م (4,400 قدم)      | 1,448 م (4,751 قدم)      |